# ГЕС Карібу 1-2
ГЕС Карібу 1-2 — гідроелектростанція у штаті Каліфорнія (Сполучені Штати Америки). Знаходячись між ГЕС Батт-Воллей (41 МВт, вище по течії) та ГЕС Белден, входить до складу каскаду на річці Норт-Форк-Фетер, яка бере початок у південному масиві Каскадних гір та тече на південь через північно-західне завершення гір Сьєрра-Невада до злиття з Міддл-Форк-Фетер у річку Фетер (ліва притока Сакраменто, що впадає до затоки Сан-Франциско).
Машинні зали Карібу живляться із водосховища Батт-Волей, створеного за допомогою земляної греблі висотою 23 метри, довжиною 411 метрів та товщиною по основі 259 метрів. Вона утримує резервуар з площею поверхні 6,5 км2 та корисним об'ємом 61,5 млн м3.
Зі сховища під правобережним гірським масивом прокладено два дериваційні тунелі — № 2 довжиною 3 км та № 2А завдовжки 2,7 км. Вони переходять у напірні водоводи довжиною біля 0,7 км, котрі живлять машинні зали Карібу 1 (введений в дію у 1921—1924 роках) та Карібу 2 (став до ладу в 1958 році). У першому залі розміщено три турбіни типу Пелтон загальною потужністю 75 МВт, у другому — дві турбіни того ж типу загальною потужністю 120 МВт. Гідроагрегати використовують напір у 350 метрів.
Видача продукції відбувається по ЛЕП, розрахованим на роботу під напругою 115 та 230 кВ.
Управління роботою проекту здійснюється із машинного залу Карібу 1.